# Karbokromén
A karbokromén szívinfarktus kezelésére alkalmazott gyógyszer. Tágítja a koszorúereket, csökkenti az iszkémiás fájdalmat. Nem növeli a vérnyomást még intravénás adagolásban sem. Segít normalizálni az infarktus utáni EKG-elváltozásokat. Gátolja a vérlemezkék összecsapzódását.
Gátolja a foszfodiészteráz(en) enzimet.

## Mellékhatások
Étvágytalanság, hányinger, hányás, álmatlanság, fejfájás. Más mellékhatások is lehetségesek.

## Adagolás
- szájon át napi 3×75 vagy 3×150 mg
- intravénásan vagy izomba: első két alkalommal 20–40 mg. Intravénásan szükség esetén 40–80 mg-ig el lehet menni. A gyors intravénás adagolás átmeneti arcpírt és szívdobogást okozhat, ezért az injekciót lassan, 10–20 ml 5%-os glükózoldattal kell beadni.
- spray: naponta háromszor 2–3 belélegzés.

## Készítmények
A nemzetközi gyógyszerkereskedelemben
- önállóan: Antiangor, Cassella 4489, Chromonar, Intenkordin
- hidroklorid formában: Cardiocap, Cromene, Intensain
- digoxinnal(en) kombinációban: Intensain-Lanicor
- metildigoxinnal(en) kombinációban: Coro-Lanitop, Intensain-Lanitop
- fenobarbitállal kombinációban: Seda-Intensain

Magyarországon nincs forgalomban.